# Umin Dol
Umin Dol (macedónul: Умин Дол, szerbül Умин Дол) település Észak-Macedóniában, a Északkeleti körzetben, Kumanovo községben.

## Népesség
| Lakosok száma | 534  | 582  | 654  | 635  | 558  | 510  | 480  | 442  | 381  |
|               | 1948 | 1953 | 1961 | 1971 | 1981 | 1991 | 1994 | 2002 | 2021 |

- 1994-ben 480 lakosa volt, akik közül 273 szerb (56,9%), 201 macedón (41,8%) és 6 egyéb.
- 2002-ben 442 lakosa volt, akik közül 226 szerb (51,1%), 214 macedón (48,4%) és 2 egyéb.